# Leiolepis reevesii
Espèce
Synonymes
- Uromastyx reveesii Gray, 1831

Leiolepis reevesii est une espèce de sauriens de la famille des Agamidae.

## Répartition
Cette espèce se rencontre au Cambodge, au Viêt Nam et en Chine au Guangdong, au Guangxi, à Hainan et à Macao.

## Taxinomie
La sous-espèce Leiolepis reevesii rubritaeniata a été élevée au rang d'espèce.

## Étymologie
Cette espèce est nommée en l'honneur de John Reeves (1774-1856).

## Publication originale
- Gray, 1831 "1830" : A synopsis of the species of Class Reptilia. The animal kingdom arranged in conformity with its organisation by the Baron Cuvier with additional descriptions of all the species hither named, and of many before noticed, V Whittaker, Treacher and Co., London, vol. 9, p. 1-481 (texte intégral).